# Ateísmo práctico
El ateísmo práctico, también conocido como ateísmo pragmático, es una de las dos principales variantes del ateísmo (la otra es el ateísmo teórico). Se trata de una forma de actuar en la cual, aunque no se niega la existencia de dioses, se considera (implícita o explícitamente) nula la influencia que estos tienen o tendrían en la vida cotidiana. Por tanto, los ateos prácticos viven como si no existiera ninguna deidad o valor religioso.
A diferencia del ateísmo teórico, el ateísmo práctico no constituye una forma de pensar, sino de actuar. Aunque en algunos casos ambos aspectos se complementan, no siempre conviven: un ateo práctico puede no respaldar su forma de actuar con ideas o teorías, mientras que un ateo teórico puede no respaldar su forma de pensar con actos o acciones.
En ocasiones se usa el término ateo práctico para referirse a aquellas personas que dicen creer en Dios o que efectivamente creen en él, pero que no demuestran o respaldan esta creencia con sus acciones cotidianas. Se considera que este último fenómeno es relativamente reciente, y que no se da instantáneamente en los creyentes, sino como un proceso gradual..
Un concepto semejante al ateísmo práctico es la corriente conocida en inglés como apatheism (una composición de apaty «apatía» y theism «teísmo», a veces traducido como apateísmo), consistente en la apatía o falta de interés respecto a la existencia o inexistencia de Dios.

## Definición
El ateísmo práctico puede interpretarse como uno o varios de los siguientes comportamientos: 
- Ausencia de motivación religiosa: La creencia en dioses no motiva acción moral, acción religiosa, o cualquier otra forma de acción.
- Exclusión activa de la religión como motivo u objetivo de persecución intelectual y acción práctica. Estos dos primeros comportamientos se dan en individuos creyentes.
- Indiferencia o ausencia de interés en la religión;
- Desconocimiento del concepto de deidad.[8]

### Apateísmo
El apateísmo (una composición de apatía y teísmo/ateísmo) es un comportamiento en el cual no se niega o afirma la existencia de Dios, sino que simplemente se ignora. Los apateístas consideran irrelevante o sin importancia la cuestión de si Dios existe o no. En otras palabras, se trata de actuar con apatía respecto a Dios y hacia la creencia en él. 
Por estas razones el apateísmo es considerado más bien un tipo de actitud respecto a la creencia en Dios en vez de un tipo de creencia en sí.

### Agnosticismo apático
El agnosticismo apático reclama que ninguna cantidad de debate puede probar la existencia de una o más deidades, e incluso si estas existiesen, no estarían preocupadas sobre el destino de los humanos. Por tanto, según esta corriente, su existencia tiene poco o ningún impacto en asuntos personales y tendría que ser de poco interés teológico.

### Naturalismo metodológico
Una forma de ateísmo práctico con implicaciones para la comunidad científica es el naturalismo metodológico: la «tácita adopción o suposición del naturalismo filosófico dentro del método científico con o sin la plena aceptación o creencia en él».

## Historia

### Apateísmo

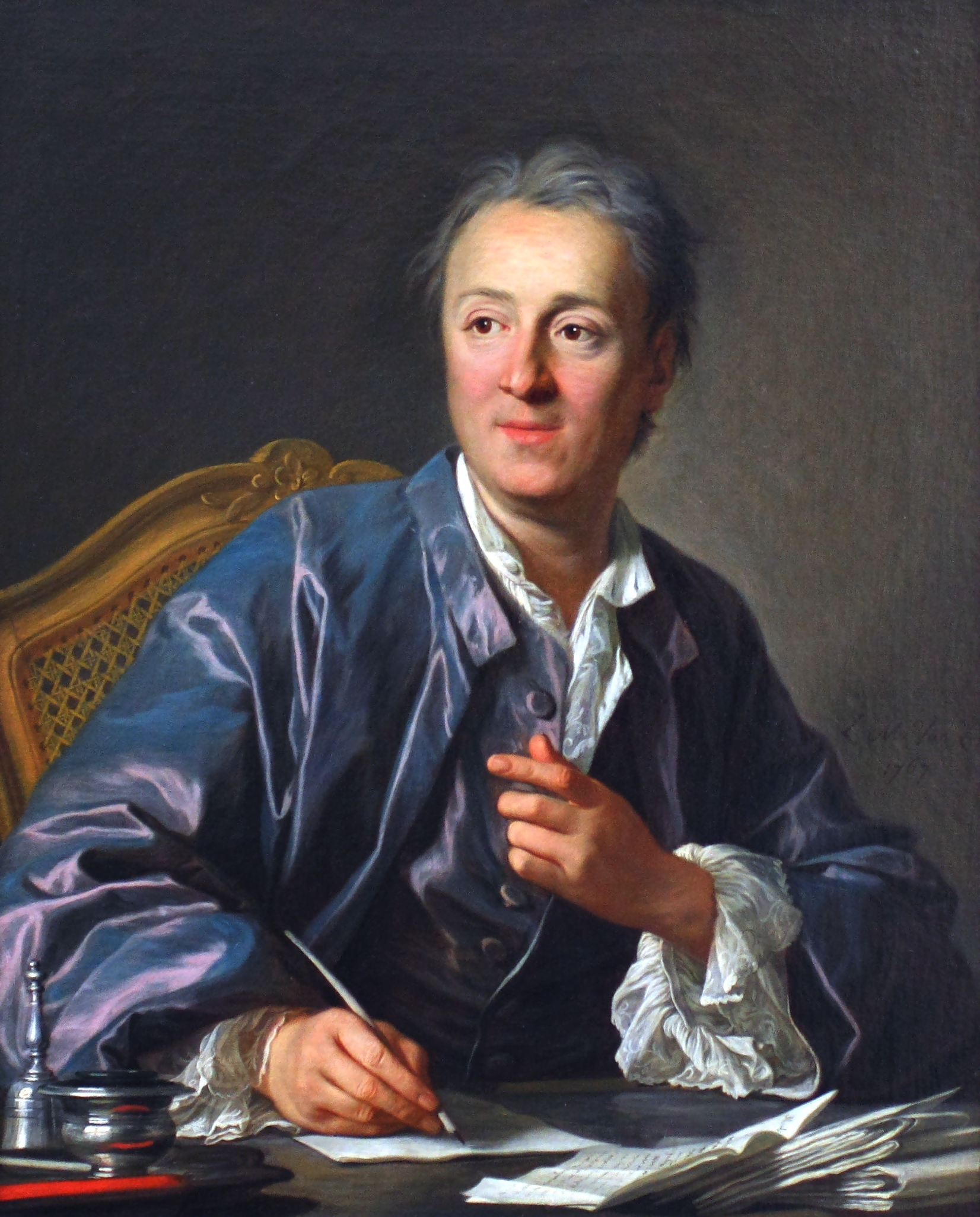
El filósofo francés Denis Diderot (1713 - 1784), cuándo fue acusado de ser ateo, respondió que sencillamente no le importaba si Dios existía o no.

Históricamente, el apateísmo era asociado con el fracaso moral, la ignorancia, y la falta de respeto. Se decía que las personas consideradas ateas prácticas se comportaban como si Dios, la ética, y la responsabilidad social no existieran; abandonando los deberes y abrazando el hedonismo. 
Según el filósofo católico francés Étienne, «el apateísmo no es el rechazo de la existencia de Dios, sino la acción completamente alejada de Dios; es un mal moral al no implicar el rechazo de la validez absoluta de la ley moral, sino simplemente una rebelión contra aquella ley». En respuesta a Voltaire, el filósofo francés Denis Diderot escribió: «es muy importante no confundir cicuta con perejil; más no en absoluto creer o no en Dios».
En el siglo XXI, el apateísmo ha sido visto desde una luz más positiva. El periodista Jonathan Rauch cree que «el apateísmo debe ser celebrado como nada menos que un importante avance de la civilización. La religión, con incontables actos de violencia que en el nombre de Dios ha ocasionado, se mantiene como la fuerza social más divisiva y volátil... el apateísmo, por tanto, no tendría que asumirse como un acto de pereza... Sino todo lo contrario: es el producto de un esfuerzo cultural determinado a disciplinar el pensamiento religioso, y a menudo de un esfuerzo personal igualmente determinado en dominar las pasiones espirituales. No es un fallo momentáneo. Es un logro».